# National Information Assurance Glossary
Le National Information Assurance Glossary, publié par le gouvernement fédéral des États-Unis d'Amérique, est un glossaire non classifié de termes de sécurité de l'information, ayant pour objectif de fournir un vocabulaire commun.